# Новый Фриг
Новый Фриг (лезг. ЦIийи Фригъ) — село в Хивском районе Дагестана.
Образует сельское поселение село Новый Фриг как единственный населённый пункт в его составе. Анклав на территории Дербентского района.

## География
Расположено в 37 км к северо-востоку от районного центра — села Хив на территории Дербентского района.

## История
Населённый пункт образован в 1967 году путем переселения жителей сел Фриг, Кура и Камаркент Хивского района, разрушенных землетрясением. Указом ПВС ДАССР от 24 ноября 1971 года в составе Белиджинского сельсовета Дербентского района зарегистрирован новый населённый пункт Новый Фриг и передан в состав Ашага-Аркитский сельсовет Хивского района.

## Население
| 1970  | 1989  | 2002  | 2010  | 2012  | 2013  | 2014  |
| ----- | ----- | ----- | ----- | ----- | ----- | ----- |
| 629   | ↗894  | ↗1999 | ↗2005 | ↘1946 | ↘1877 | ↗1882 |
| 2015  | 2016  | 2017  | 2018  | 2019  | 2020  | 2021  |
| ↘1845 | ↘1831 | ↗1853 | ↘1837 | ↗1843 | ↘1830 | ↘1776 |
| 2023  | 2024  | 2025  |       |       |       |       |
| ↘1750 | ↗1758 | ↘1739 |       |       |       |       |